# Mimusops kummel
Mimusops kummel är en tvåhjärtbladig växtart som beskrevs av James Bruce och A.Dc. Mimusops kummel ingår i släktet Mimusops och familjen Sapotaceae. Inga underarter finns listade i Catalogue of Life.